# Jhabrera
Jhabrera es un pueblo y  nagar Panchayat situada en el distrito de Haridwar,  en el estado de Uttarakhand (India). Su población es de 11186 habitantes (2011). Se encuentra a 17 km de Roorkee.

## Demografía
Según el censo de 2011 la población de Jhabrera era de 11186 habitantes, de los cuales 5909 eran hombres y 5277 eran mujeres. Jhabrera tiene una tasa media de alfabetización del 77,85%, inferior a la media estatal del 78,82%: la alfabetización masculina es del 84,88%, y la alfabetización femenina del 70,08%.